# Josep Maria Rovira i Brull
Josep Maria Rovira i Brull (Barcelona, 1926 - Mataró, 2000) fou un pintor, il·lustrador i escultor català pertanyent a les segones avantguardes artístiques o de postguerra. Rovira-Brull va néixer al barri de Gràcia, però va desenvolupar gran part de la seva obra al Maresme, a partir del 1957, primer a Premià de Mar i el 1961 a Mataró on participà activament en la vida cultural de la ciutat.
Va produir una gran quantitat d’obra neoexpressionista, informalista, i surrealista. En la seva obra va conjugar l’esperit de lluita, sempre buscant un món més just i denunciant les injustícies que l’indignaven. Va cultivar diversos estils, gèneres i tècniques; la pintura, el dibuix, l’escultura, el gravat, els murals, la publicitat gràfica, la tipografia, el cartellisme i la il·lustració, per a ell, tot formes d’expressió artística.
Entre els anys 1948-1956 exposà amb els artistes graciencs i als Salons d'Octubre (Barcelona). Va ser patrocinat per la galeria d'art Sala Gaudí Barcelona, que va exposar la seva obra durant la major part dels anys 70 i principis dels 80 i avui en posseeix encara una gran part. Va portar la seva obra a les exposicions de Basilea entre 1976 i 1980.

## Obra

### Il·lustració
La il·lustració ocupa el període inicial de l’artista, als anys cinquanta i seixanta són quantioses les il·lustracions per a llibres, cartells, nadales, guies turístiques i altres objectes de marxandatge. Amb el pas del temps, a poc a poc va deixant el camp de la publicitat i la il·lustració per dedicar-se plenament a les arts plàstiques.
Jaume Vicens i Vives, catedràtic d’Història a la Universitat de Barcelona i gerent de l’editorial Teide amb Frederic Rahola, ocupa un lloc preeminent en la història professional de Rovira-Brull. Va ser mestre de Rovira-Brull, li encarrega les il·lustracions de llibres destacables com “Aproximación a la historia de España” (Vicens Vives, J., Aproximación a la historia de España. Centro de Estudios Históricos Internacionales, Universidad de Barcelona. Barcelona, 1952), llibre que se segueix editant avui. Historia de los pueblos (Carrera, J., Historia de los Pueblos. Editorial Vicens-Vives. Barcelona 1952) i Juan II de Aragón, Monarquia y Revolución en la España del siglo XV (Vicens Vives J., Juan II de Aragón, Monarquia y Revolución en la España del siglo XV. Editorial Teide. Col·lecció “El Hombre y su Tiempo I”. Barcelona 1953), del qual es feren varies edicions.

### Publicitat
Rovira-Brull va treballar a quatre agències de publicitat, primer a Zen (Barcelona) de 1953 fins a 1955, on va ser el cap de dibuixants i va treballar sota les ordres d'Alexandre Cirici Pellicer i Paquita Granados. Després a Com-Cal (Premià de Mar), tot seguit a Zoe/Zoe Barut (Premià de Mar i Mataró) i esporàdicament per a Fermalli (Mataró). Zoe va derivar a Zoe Barut i va funcionar des dels inicis dels seixanta fins al 1985, que dona pas a una nova empresa, puntera en el seu sector, ZR.
Hi ha diverses empreses i comerços amb força publicitat i objectes de marxandatge de Rovira-Brull, destaquen, Manufacturas Cañamas S.A.-La Tortuga-, Molfort’s, Juncosa y Cía, Caja de Ahorros de Mataró y Monte de Piedad i Caixa Laietana després, Batlle i Can Miracle, entre altres empreses i comerços.

### Pintura
Ja de ben petit, amb 14 anys va realitzar un conjunt d’acadèmies amb la tècnica de pintura a l’oli, aquarel·la i llapis, amb gèneres com les natures mortes. Les obres ‘El “bodegó” de la Tupina’ i ‘Peres i pomes. La nota’ ambdues de 1940 o el paisatge ‘El moll de Barcelona’ (1944), tenen un llenguatge plenament clàssic.
Més tard, a la dècada dels cinquanta cultiva el neoexpressionisme, en són exemples obres com ‘El judes' (1955) o ‘Prostitua’ (1958). Als seixanta, l'abstracció i l'informalisme pren força amb obres com ‘L’home i la ciutat’ (1961). Als setanta i vuitanta pinta amb un estil neosimbolista i surrealista amb obres generalment realitzades amb témpera com ‘El vaixell dels miriàpodes' o ‘Circumstància ibèrica I i II’, ambdues de 1977. Cal destacar que a partir de finals dels setanta i durant els vuitanta i noranta realitza un conjunt de collages i obres amb tècniques mixtes de temàtica variada, mentre continua cultivant altres estils.
Si bé hi ha una evolució cronològica d’estils classificables per dècades, ja que hi predomina un determinat estil, també és cert que Rovira-Brull no va deixar mai cap estil i temàtica, en qualsevol moment des dels cinquanta fins als noranta.

### Escultura
A finals dels vuitanta i principis dels noranta, Rovira-Brull realitza una sèrie d’escultures primer a la foneria El Sant Crist i després a la Fundación Escobedo, ambdues al Pla d’en Boet, avui desaparegudes. Les foneries van proporcionar a Rovira-Brull la possibilitat de poder realitzar una sèrie d’escultures de ferro colat amb la tècnica de la cera perduda. Rovira-Brull va substituir la cera per porexpan. D’aquesta manera feia l’escultura de porexpan i aquesta era substituïda per ferro o a vegades per alumini fos mitjançant aquesta antiga tècnica. En són bons exemples Agar, la Venus i l’Home creuat, ambdues obres del 1990.
Paral·lelament, al llarg dels noranta, Rovira-Brull, juntament amb el ferrer Josep Vinyals, realitza un tercer grup d’escultures sobretot antropomorfes i zoomorfes construïdes a base d’acoblar eines del camp i d’oficis tradicionals a mode de reciclatge: pics, forques, tridents, càvecs, aixades, falç i falcetes, rasclets, martells de fuster, tisores o tenalles de ferrer, entre d'altres. Una família de pagesos de Llavaneres serien els principals proveïdors. Un exemple és la Cabra de Burriac, de l’any 1997, en què les banyes són dues falcetes. L’escultura Mosqueter, de 1999, està formada per un aixadell i uns claus antics de cabota plana retorçats. El Gall amb cresta rinxolada, del mateix any, consisteix en dues falçs o corbelles per cua, una destral per a cos i cap i, per potes, dos fragments de pinces.

### Laia l'Arquera
L’any 1994, en un context de transformació urbanística, la regidoria d’Urbanisme de l’Ajuntament de Mataró va proposar a Rovira-Brull la possibilitat de realització d’una escultura per presidir l’entrada sud de Mataró. Aniria a la rotonda Porta Laietana, que es construiria l’any 1998.
Per a l’artista mataroní, l’escultura era una fita molt important que comportava una gran responsabilitat. Rovira-Brull va presentar quatre propostes, d’entre les quals hi havia Laia l’Arquera, l'escollida.
El 15 de setembre de 1997, l’Ajuntament de Mataró va aprovar la seva col·locació amb un pressupost de 34,6 milions de pessetes aportats per la Diputació de Barcelona.
Inaugurada l’1 de novembre de 1998, Laia l’Arquera és una monumental escultura de 24 metres d’alçada fins al cap i 34 metres fins a la punta de l’arc, amb un pes total de 34 tones. Es tracta d’una arquera que simbolitza la deessa de la fecunditat de la terra. Rovira-Brull s'inspira també en les pintures rupestres mediterrànies, a les quals ret homenatge. La Laia l’Arquera és una caçadora que té la força de les Venus prehistòriques i de la deessa grega Artemisa, la Diana romana. El nom de Laia és una referència als laietans, grup iber que va ocupar la costa central catalana, i per aquest motiu apunta a Burriac, on hi ha les restes de la capital ibèrica de la Laietània.